# Supercoppa delle Fær Øer 2022
La 16ª edizione della Supercoppa delle Fær Øer si è svolta il 27 febbraio 2022 al Tórsvøllur di Tórshavn tra l'KÍ Klaksvík, vincitore della Formuladeildin 2021, e il B36 Tórshavn, vincitore della coppa nazionale. Il KÍ Klaksvík ha conquistato il trofeo per la seconda volta nella sua storia.

## Tabellino
| Arbitro: | Rúni Gaardbo |

|                                         |           |                |
| Bjartalíð 22’ Mikkelsen 43’ Joensen 48’ | Marcatori | 89’ Przybylski |